# Protaphorura aurantiaca
Protaphorura aurantiaca is een springstaartensoort uit de familie van de Onychiuridae. De wetenschappelijke naam van de soort is voor het eerst geldig gepubliceerd in 1880 door Ridley.